# دانييل فرنانديز
دانييل فرنانديز (بالإسبانية: Daniel Fernández Navarro)‏ (29 يناير 1987 ألكوي إسبانيا - ) هو لاعب كرة قدم إسباني يلعب كلاعب وسط.

## وصلات خارجية
- دانييل فرنانديز على موقع قاعدة بيانات كرة القدم.إي يو (الإنجليزية)
- دانييل فرنانديز على موقع Soccerway.com (الإنجليزية)
- دانييل فرنانديز على موقع AS.com (الإسبانية)